# Cephaloascaceae
Cephaloascaceae es una familia de levaduras perteneciente al orden Saccharomycetales. Es un taxón monotípico que contiene únicamente el género Cephaloascus. Las especies de la familia están distribuidas en Canadá, Japón, y el Reino Unido. Crecen sobre la madera de coníferas o sobre otros hongos, o se asocian con insectos.